# Joe James
Joe James (Saucier, Mississippi, 23 mei 1925 - San José, Californië, 5 november 1952) was een Amerikaans Formule 1-coureur. Hij nam deel aan de Indianapolis 500 van 1951 en 1952 waarin hij geen punten scoorde. Hij stierf tijdens een crash op de San Jose Speedway.